# ایمادی پولاکشی
ایمادی پولاکشی (کنادا: ಇಮ್ಮಡಿ ಪುಲಿಕೇಶಿ) یک فیلم است که در سال ۱۹۶۷ منتشر شد.